# Scarus psittacus
Poisson-perroquet commun
Espèce
Statut de conservation UICN

 LC  : Préoccupation mineure
Scarus psittacus est une espèce de poissons-perroquets tropicaux, de la famille des Scaridae. On l'appelle souvent « Poisson-perroquet commun » en français.

## Description et caractéristiques
La phase initiale (femelle) est grisâtre à brun avec des nageoires roses. La phase terminale (mâle) est bleu-vert, avec ds écailles bordées de rose (formant de petits traits verticaux). La base de la queue peut être marquée de deux taches jaunes plus ou moins allongées, une supérieure et une inférieure. La taille maximale atteint 30 cm.

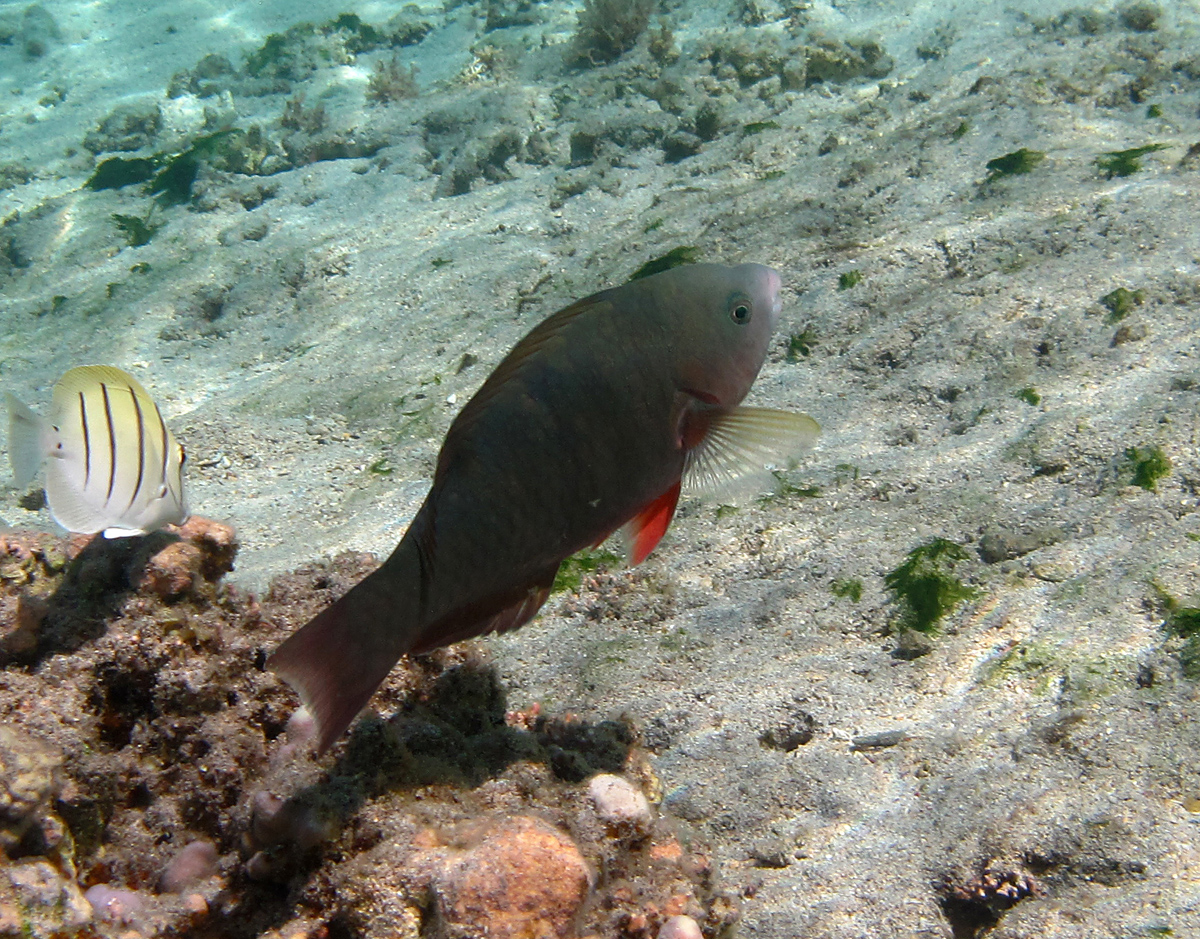
Phase initiale (femelle)
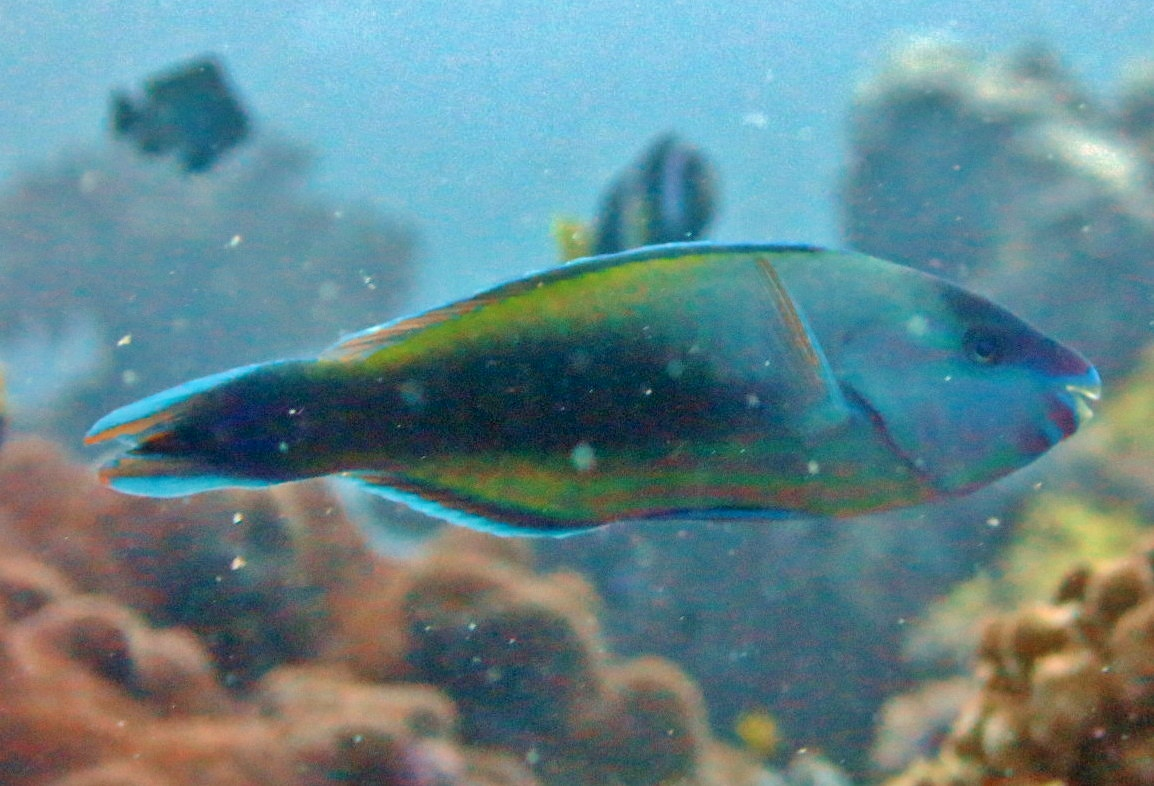
Phase finale (mâle)

## Habitat et répartition
Cette espèce se trouve dans tout l'Indo-Pacifique tropical.